# Circondario di Bitterfeld
Il circondario di Bitterfeld (in tedesco Landkreis Bitterfeld) era un circondario della Sassonia-Anhalt di 98.285 abitanti, che aveva come capoluogo Bitterfeld.
Già circondario durante la DDR, venne mantenuto tale (sebbene con un ritocco dei confini) anche dopo l'unificazione. Il 1º luglio 1994 ha subito un ampliamento territoriale, raccogliendo parte del territorio del circondario di Gräfenhainichen. Il 1º luglio 2007 è stato poi unito con il circondario di Köthen e con parte del circondario di Anhalt-Zerbst, a formare il nuovo circondario di Anhalt-Bitterfeld.

## Città e comuni
Al momento dell'accorpamento il circondario era composto dai seguenti comuni:
(Abitanti al 31 dicembre 2006)
| Comuni (Einheitsgemeinden) 1. Sandersdorf (9.552) 2. Zörbig (9.597) Comunità amministrative (Verbandsgemeinden) * Sede della comunità - 1. Verbandsgemeinde Bitterfeld 1. Bitterfeld * (15.646) 2. Brehna (2.956) 3. Friedersdorf (1.959) 4. Glebitzsch (659) 5. Holzweißig (3.169) 6. Mühlbeck (950) 7. Petersroda (617) 8. Roitzsch (2.591) - 2. Verbandsgemeinde Muldestausee-Schmerzbach 1. Burgkemnitz (822) 2. Gossa (885) 3. Gröbern (642) 4. Krina (718) 5. Muldenstein (2.154) 6. Plodda (455) 7. Pouch (1.702) 8. Rösa (916) 9. Schlaitz * (1.003) 10. Schwemsal (663) | - 3. Verbandsgemeinde Raguhn 1. Altjeßnitz (489) 2. Jeßnitz (Anhalt) (3.681) 3. Marke (396) 4. Raguhn * (3.696) 5. Retzau (389) 6. Schierau (839) 7. Thurland (434) 8. Tornau vor der Heide (490) - 4. Verbandsgemeinde Wolfen 1. Bobbau (1.661) 2. Greppin (2.763) 3. Thalheim (1.503) 4. Wolfen * (24.288) |